# Arboretum Atatürk
L'arboretum Atatürk (en turc : Atatürk Arboretumu) est un arboretum situé à Sarıyer, dans la province d'Istanbul en Turquie.
Il vise à collecter des plantes du monde entier afin de les protéger, de les présenter au public et aux scientifiques, ainsi que d'étudier leur acclimatation et l'impact de leur présence sur l'environnement turc. Le site est ouvert au public mais, s'agissant d'un lieu de préservation de la nature, il ne permet pas la pratique de tout type d'activité. Il est visité en moyenne par 200 000 personnes chaque année.

## Histoire
Le professeur de la faculté de foresterie de l'université d'Istanbul, Hayrettin Kayacik, propose en 1949 à la Direction générale des forêts (tr) de créer un arboretum à Bahçeköy Merkez (en). La proposition est acceptée. À la suite du travail conjoint de la faculté de foresterie et de la Direction de la gestion forestière de Bahçeköy, les travaux commencent sur une superficie de 38 hectares.
Camille Guinet, inspecteur du jardin botanique de Sorbonne-Université, est invité à Istanbul pour élaborer le projet de l'arboretum. Ses travaux s'étendent par intermittence de 1959 à 1961 et permettent d'élaborer le réseau piétonnier du site.
En raison d'un manque de fonds financiers nécessaires, le projet est ralenti. Les travaux d'infrastructure et de plantation se poursuivent lentement jusqu'en 1982. L'arboretum est ainsi nommé « arboretum Atatürk » en raison des célébrations du 100e anniversaire de la naissance du premier président turc Mustafa Kemal Atatürk. Les limites du site sont étendues, portant sa superficie à 296 hectares. Il accueille des visiteurs depuis 2011.

## Géographie
L'arboretum Atatürk est situé au sein de la forêt de Belgrad, dans le quartier de Bahçeköy Merkez (en) à Sarıyer en Turquie. Il se trouve à 20 km de la place Taksim à Istanbul et à 6 km du Bosphore. Il est accessible en bus depuis Istanbul.
L'arboretum Atatürk est créé dans une forêt de 296 hectares située au sud-est de la forêt de Belgrad, qui est reconnue pour sa richesse floristique par des botanistes locaux et internationaux. La Direction générale des forêts (tr) est propriétaire des terrains et apporte un soutien financier. La faculté de foresterie de l'université d'Istanbul assure quant à elle le rôle d'autorité scientifique.

## Description

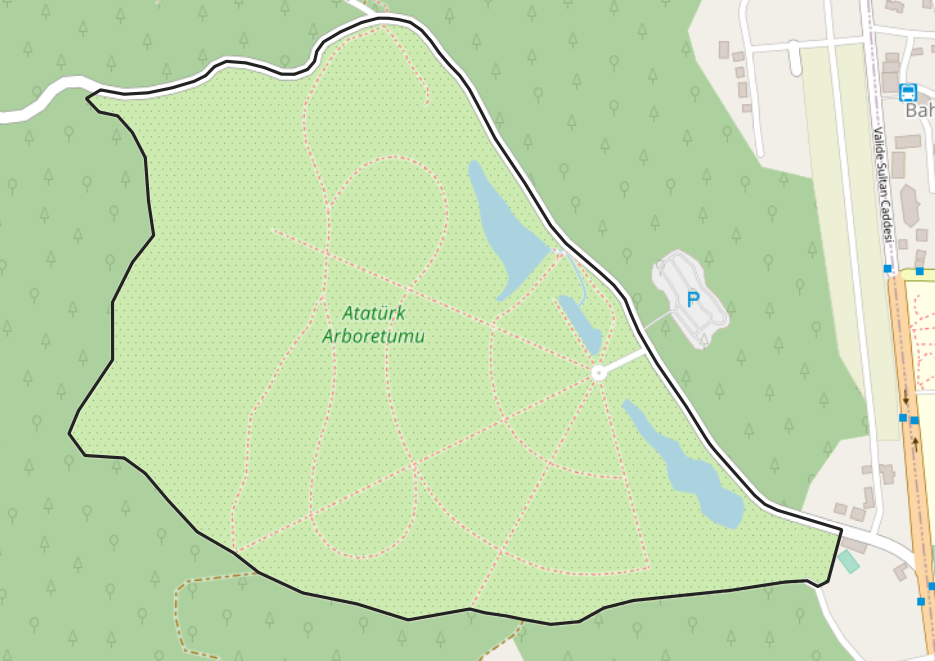
Plan de l'arboretum (données OpenStreetMap).

L'arboretum Atatürk a pour objectif de fournir des informations sur les plantes du monde entier aux habitants et plus particulièrement aux élèves du cycle primaire à l'université, ainsi que de participer à leur sensibilisation à l'environnement. Il participe également à la protection des espèces menacées d'extinction et mène des études portant sur l'acclimatation de ces espèces et leur impact sur l'environnement local. Parfois qualifié de « laboratoire vivant », il profite aux étudiants et enseignants de la faculté de foresterie de l'université d'Istanbul et des autres instituts de recherche, au ministère des Forêts, aux ingénieurs forestiers, aux architectes paysagistes et aux scientifiques locaux et internationaux. Il coopère aussi avec d'autres arboretums et jardins botaniques du monde entier pour la fourniture de semences et de jeunes plants.
Le site étant destiné à la protection de la nature, diverses restrictions sont mises en place pour les visiteurs. Ainsi, sont notamment interdits : la collecte de la flore, la présence d'animaux domestiques, la pratique d'activités sportives (jeux de balles, natation, cyclisme, etc.), la sortie des sentiers balisés (sauf pour observer les plantes), les pique-niques, les barbecues, les feux, l'apport de nourriture et de boisson (hors eau), et l'utilisation de drones,.
Il est visité en moyenne par 200 000 personnes chaque année. L'augmentation du nombre de visiteurs a contraint le gestionnaire de l'arboretum à le fermer 1 jour par semaine pour assurer la maintenance et le nettoyage du site.

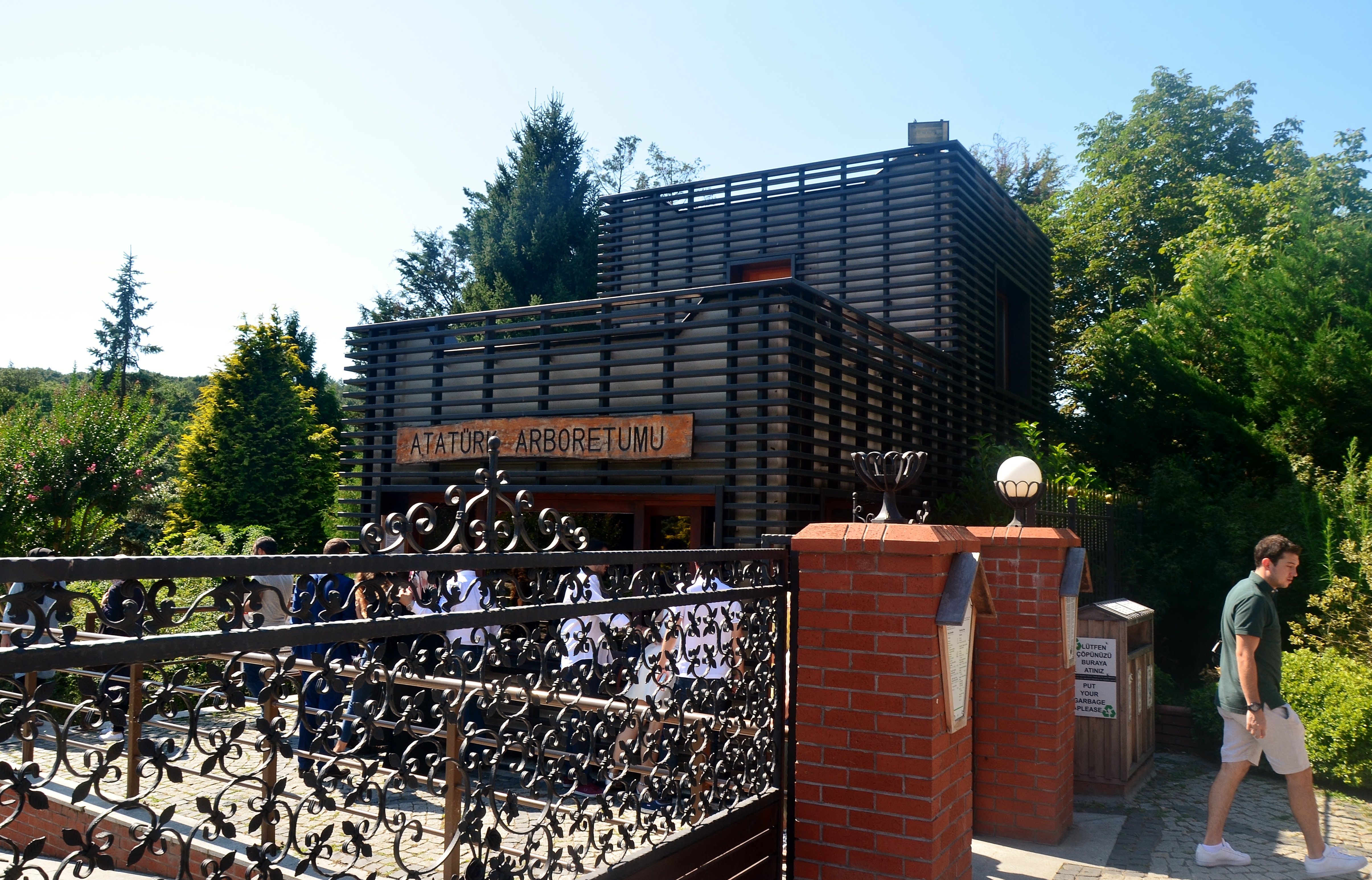
Entrée de l'arboretum Atatürk.

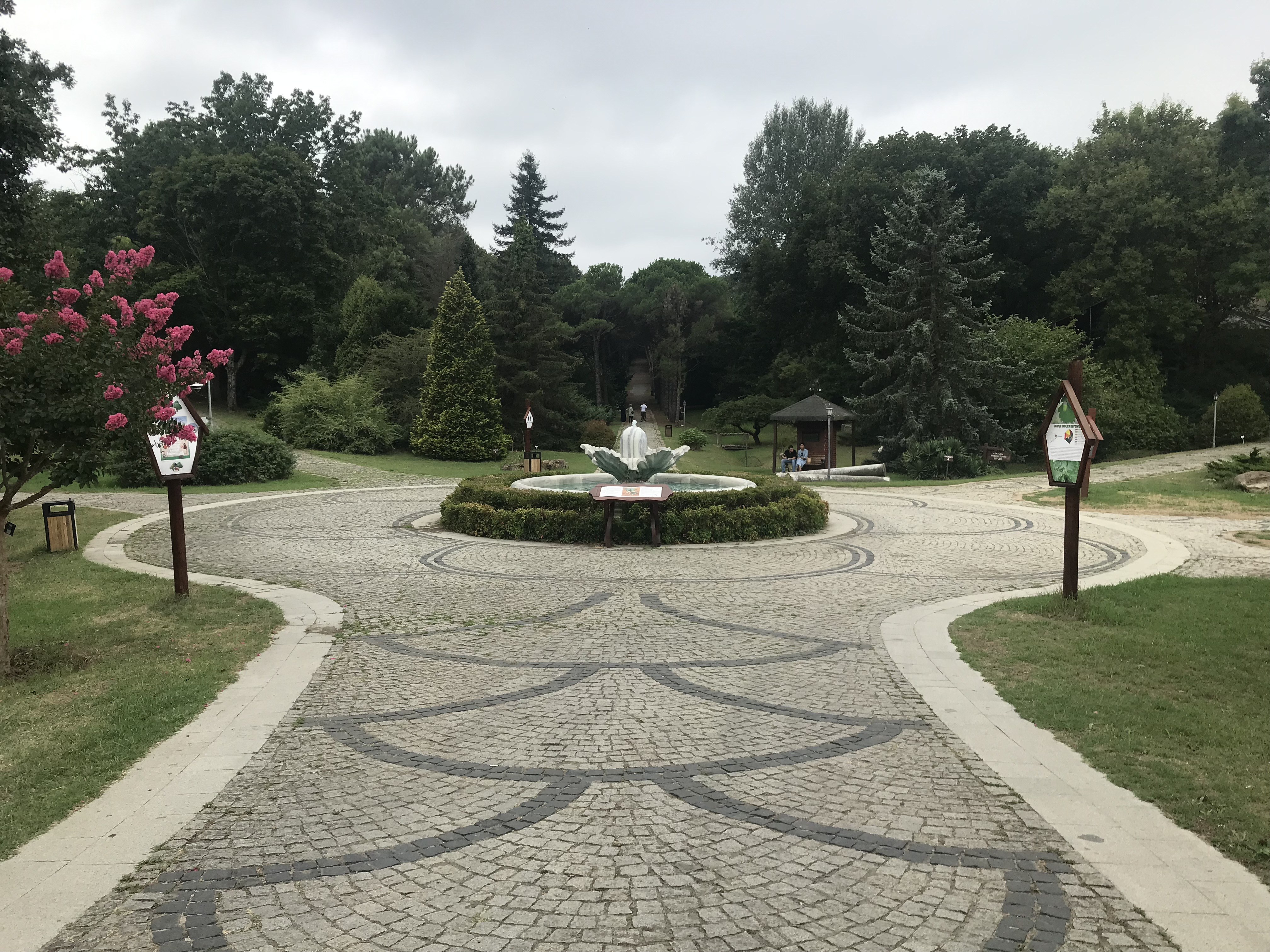
Fontaine de l'arboretum vue depuis l'entrée du site.

L'entrée à l'arboretum — payante — se fait le long de la route le longeant à l'est. Les visiteurs piétons sont accueillis par une fontaine, de laquelle six chemins piétons rejoignent les quatre coins du site. Les visiteurs peuvent alors découvrir la faune, la flore, les étangs, ainsi que quelques infrastructures humaines.

### Étangs
L'arboretum possède 3 étangs artificiels situés à proximité de l'entrée. Les deux principaux étangs de l'arboretum sont ceux étant localisés le plus au sud. Situés à quelques mètres de l'entrée, des chemins piétons permettent d'en faire le tour. Ils ont une superficie de 7 800 m2 et 1 900 m2. Contrairement aux deux autres, le troisième étang, situé au nord, ne possède pas de chemin piéton permettant d'en faire le tour. Sa superficie est de 7 800 m2 mais elle peut diminuer drastiquement durant les périodes sèches.

Étangs de l'arboretum Atatürk
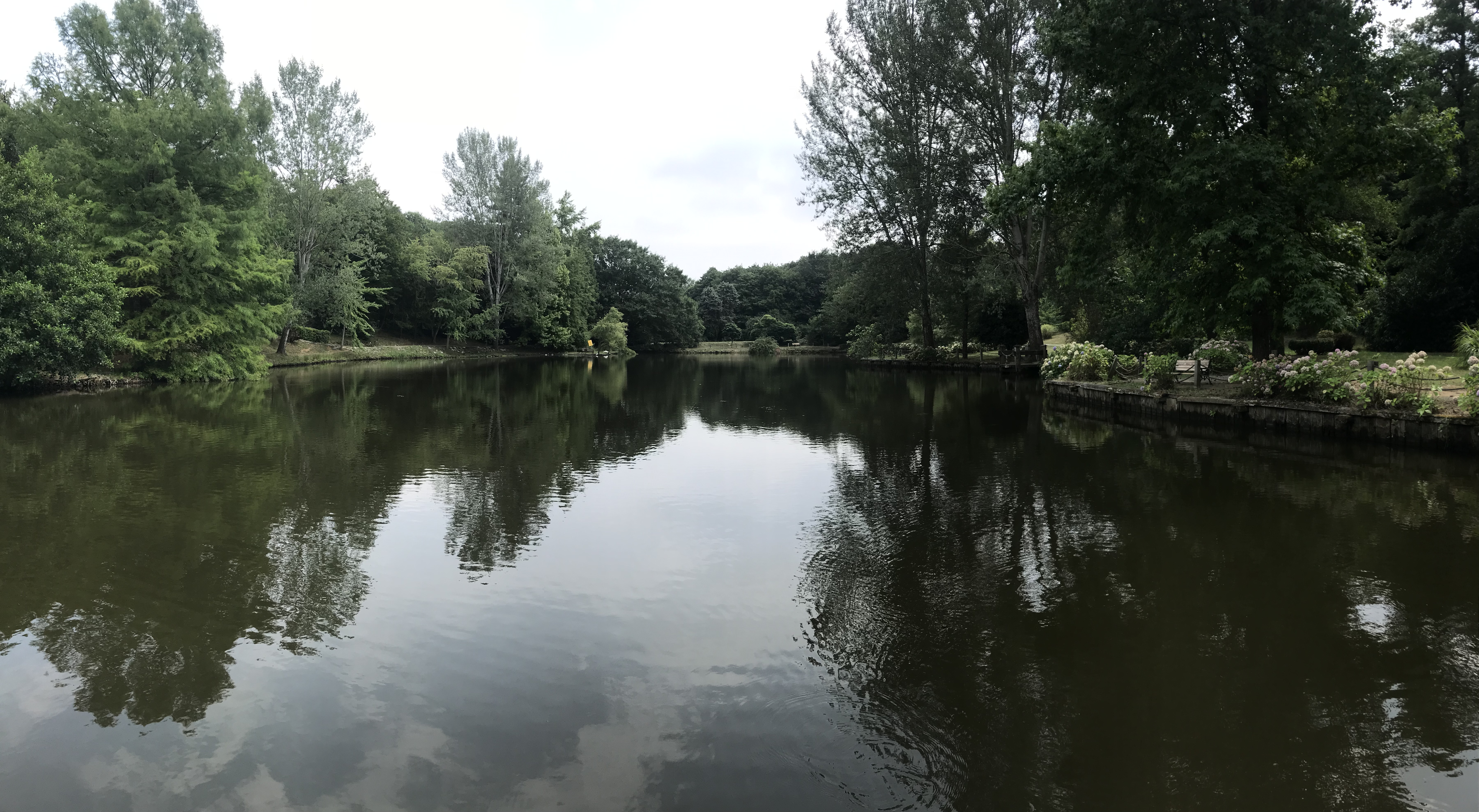
Étang le plus au sud.
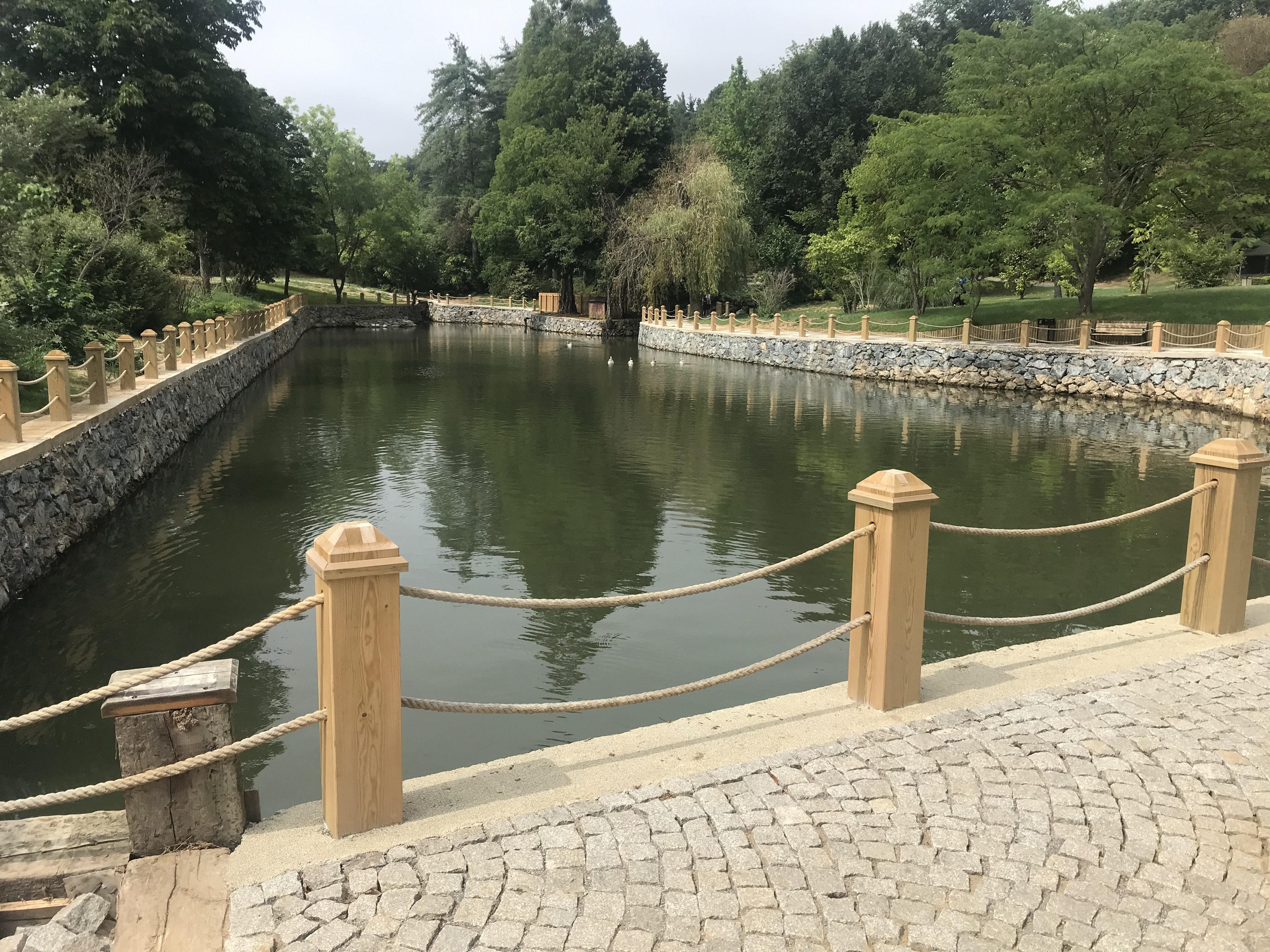
Étang central.
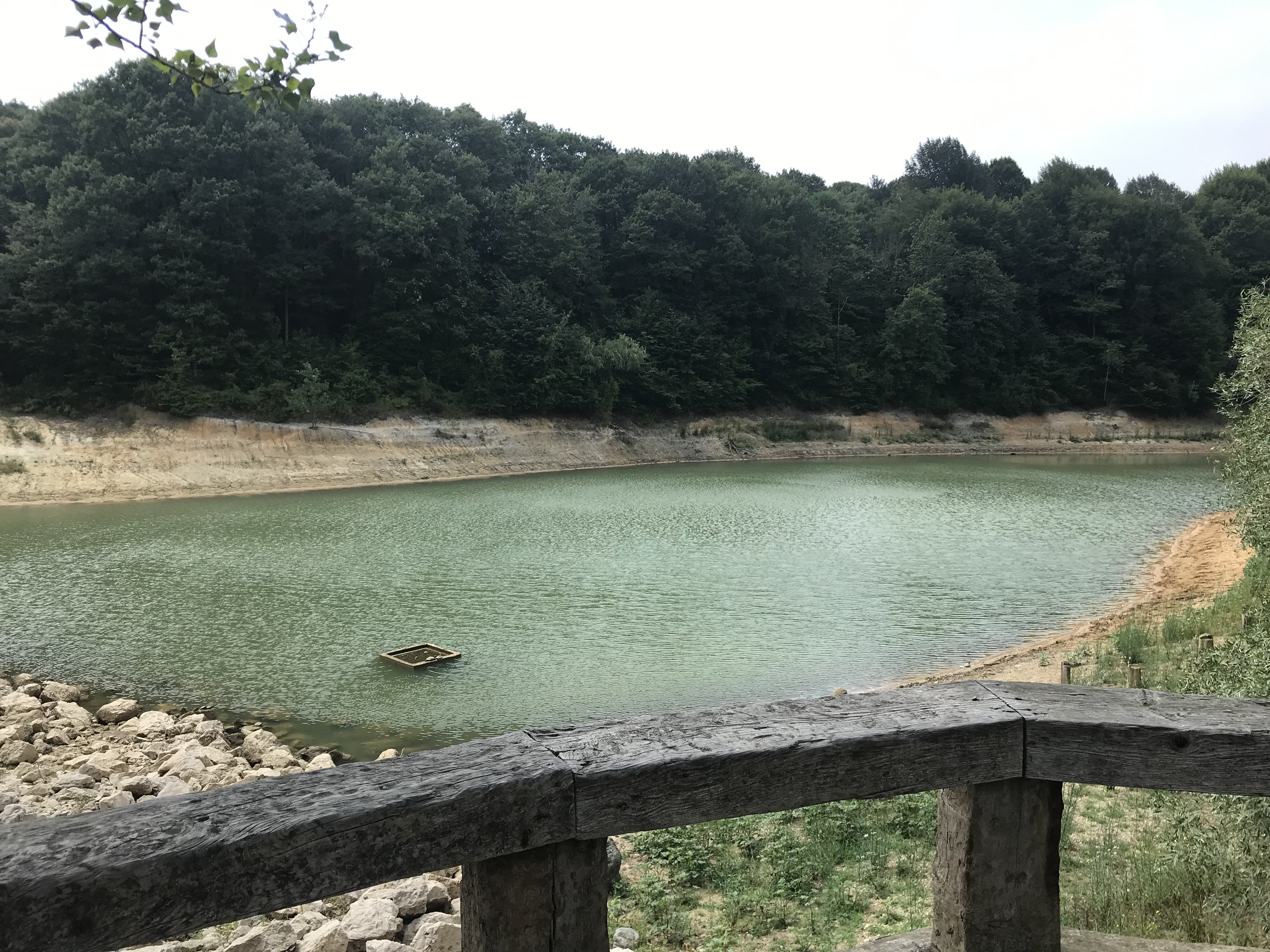
Étang le plus au nord.

### Flore
L'arboretum accueille plus de 2 000 taxons botaniques : 1 602 espèces exotiques provenant de diverses parties du monde et 403 espèces endémiques de la zone. Il est séparé en 17 secteurs selon le genre des individus présents. Parmi eux, on compte Ginkgo biloba, Liriodendron tulipifera, Taxodium distichum, Metasequoia glyptostroboides, Liquidambar styraciflua, Cunninghamia lanceolata, Sequoiadendron giganteum, Azalea, Thuja plicata, Quercus frainetto, Acer saccharinum, Liquidambar orientalis, Sequoia sempervirens, Styrax japonicus, Firmiana platanifolia et Abies bornmulleriana (en).

### Faune
Bien que l'arboretum se focalise principalement sur la flore, il compte également plusieurs espèces de grands animaux.
Des canards et cygnes sont présents, principalement aux abords de l'étang le plus au sud de l'arboretum. De nombreuses tortues y ont également trouvé refuge et peuvent être rencontrées à tout endroit du site.

Animaux dans l'arboretum Atatürk
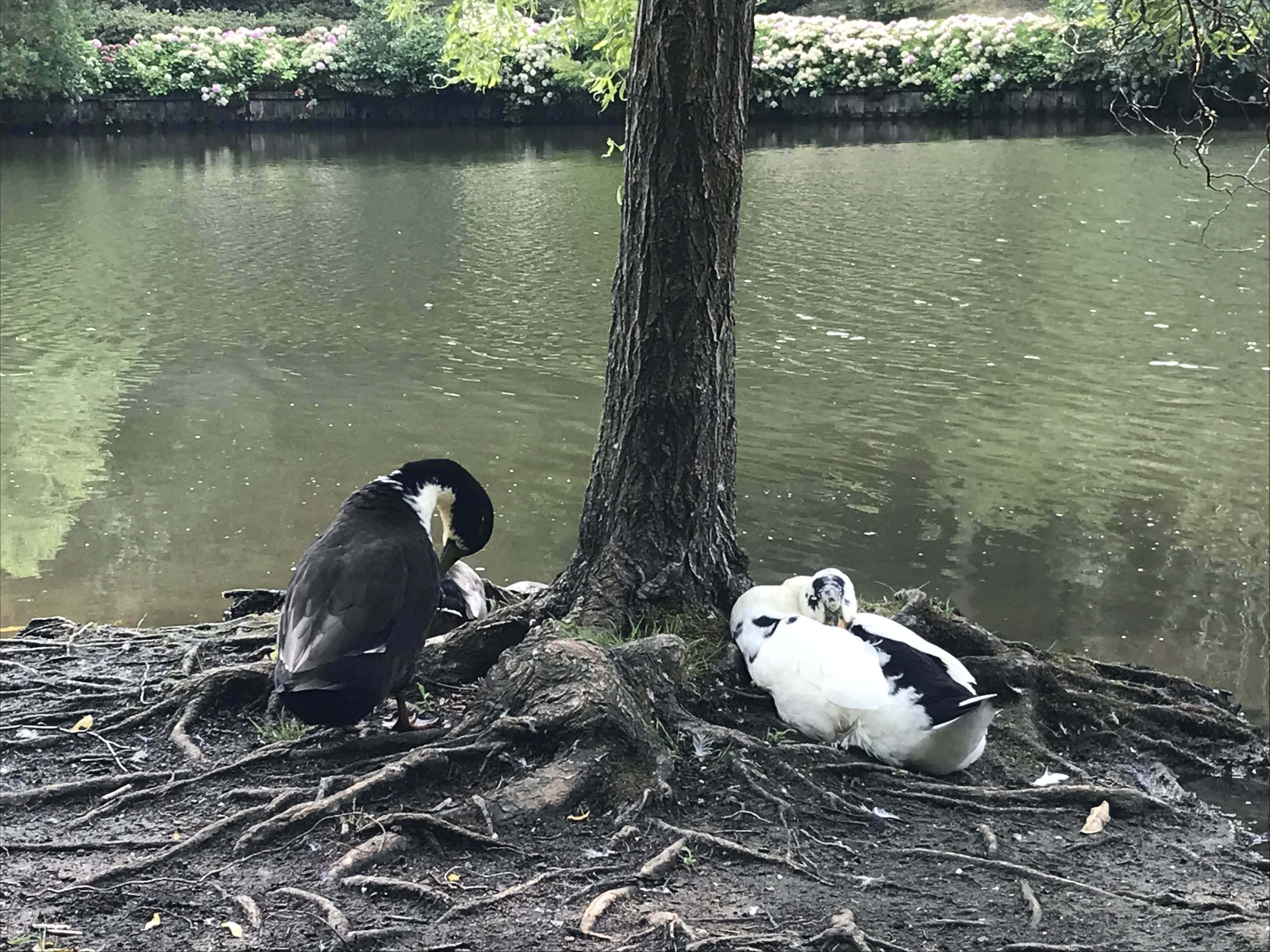
Canards au bord de l'étang le plus au sud.
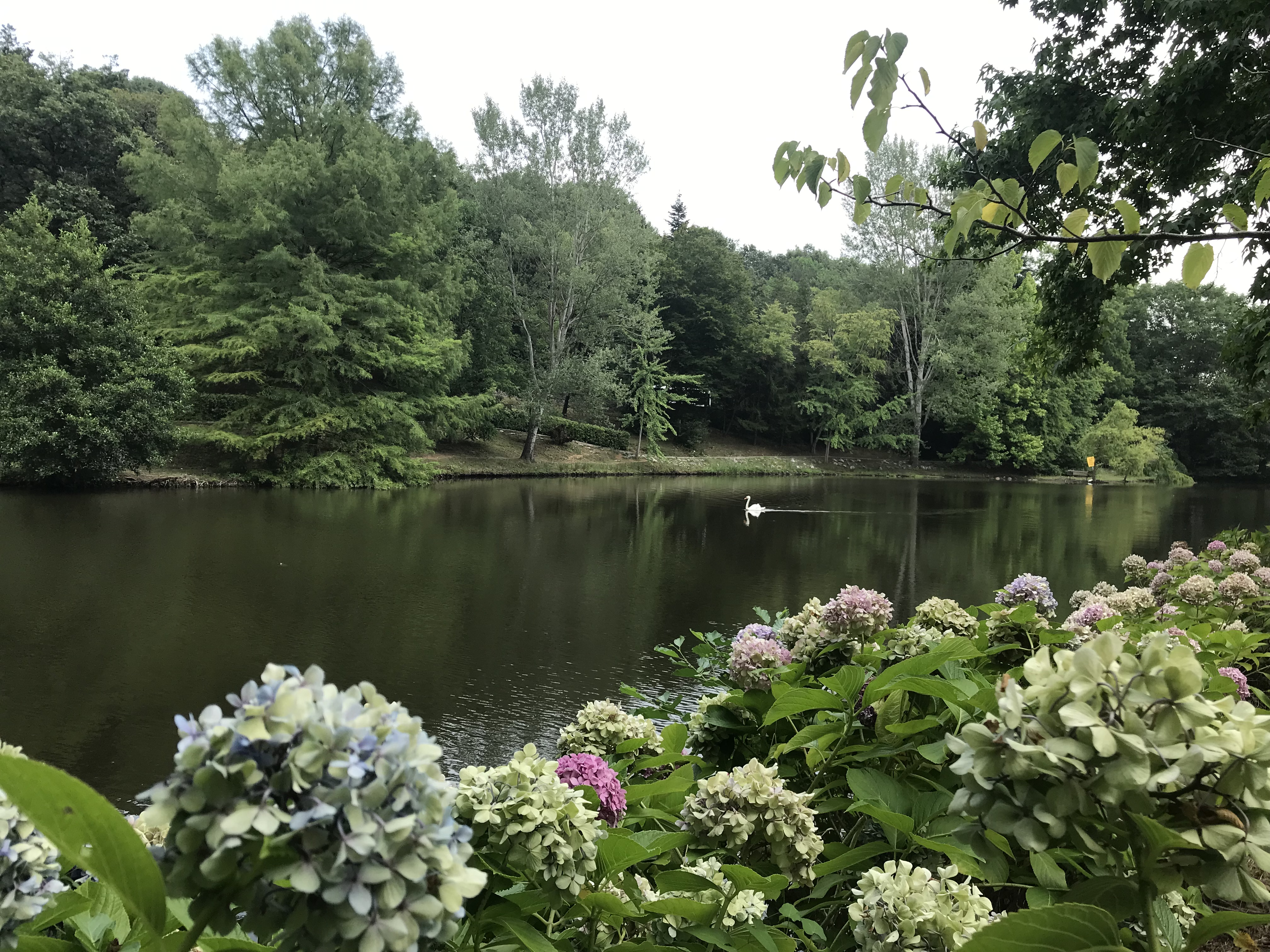
Cygne sur l'étang le plus au sud.
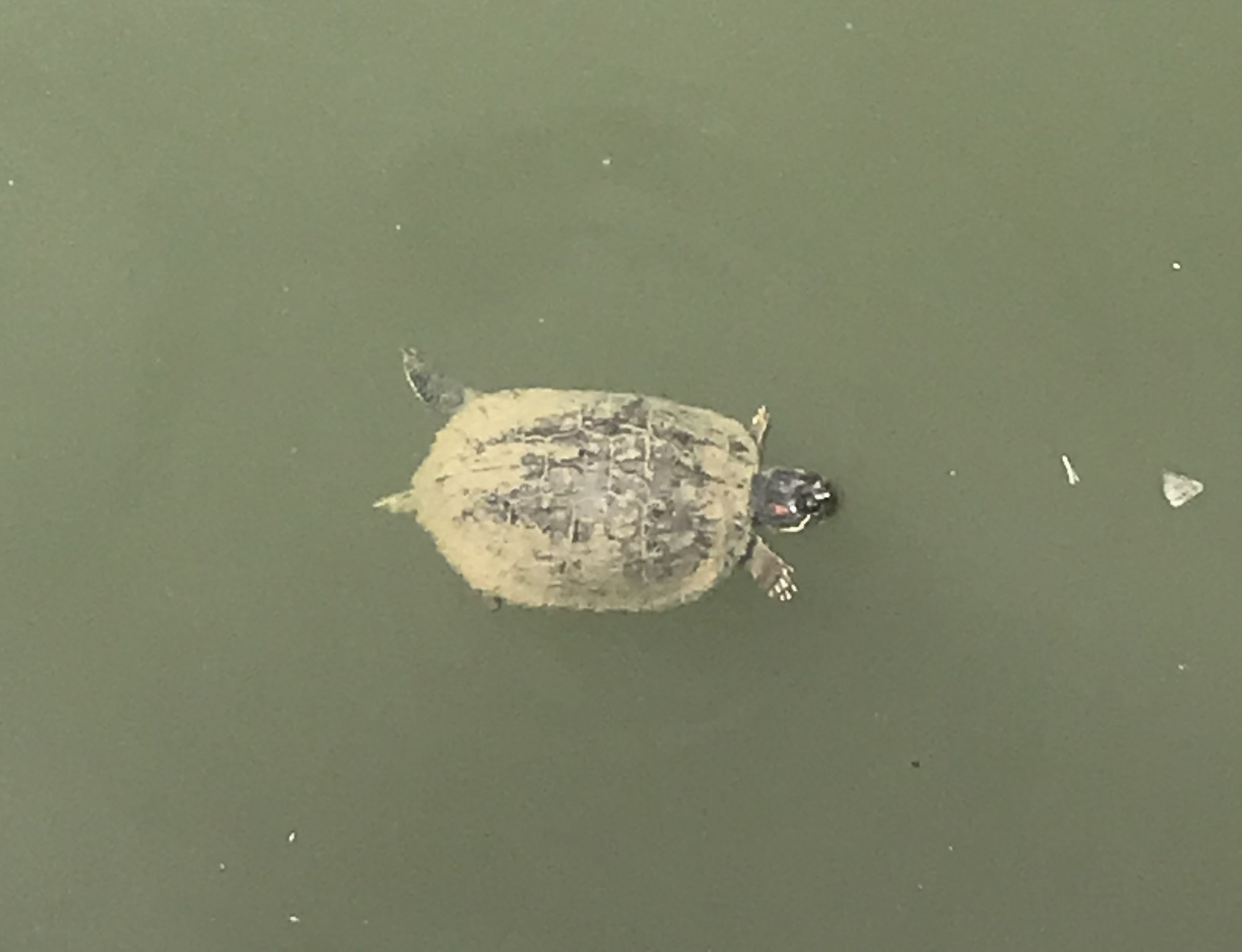
Tortue dans l'étang central.

### Infrastructures
L'arboretum bénéficie d'un nombre important de chemins piétons pavés (accompagnés de bancs) permettant de se déplacer entre les différents secteurs du site. Il inclut également une fontaine à l'entrée du site, un amphithéâtre extérieur destiné aux leçons scolaires et une mosquée.

Infrastructure de l'arboretum Atatürk
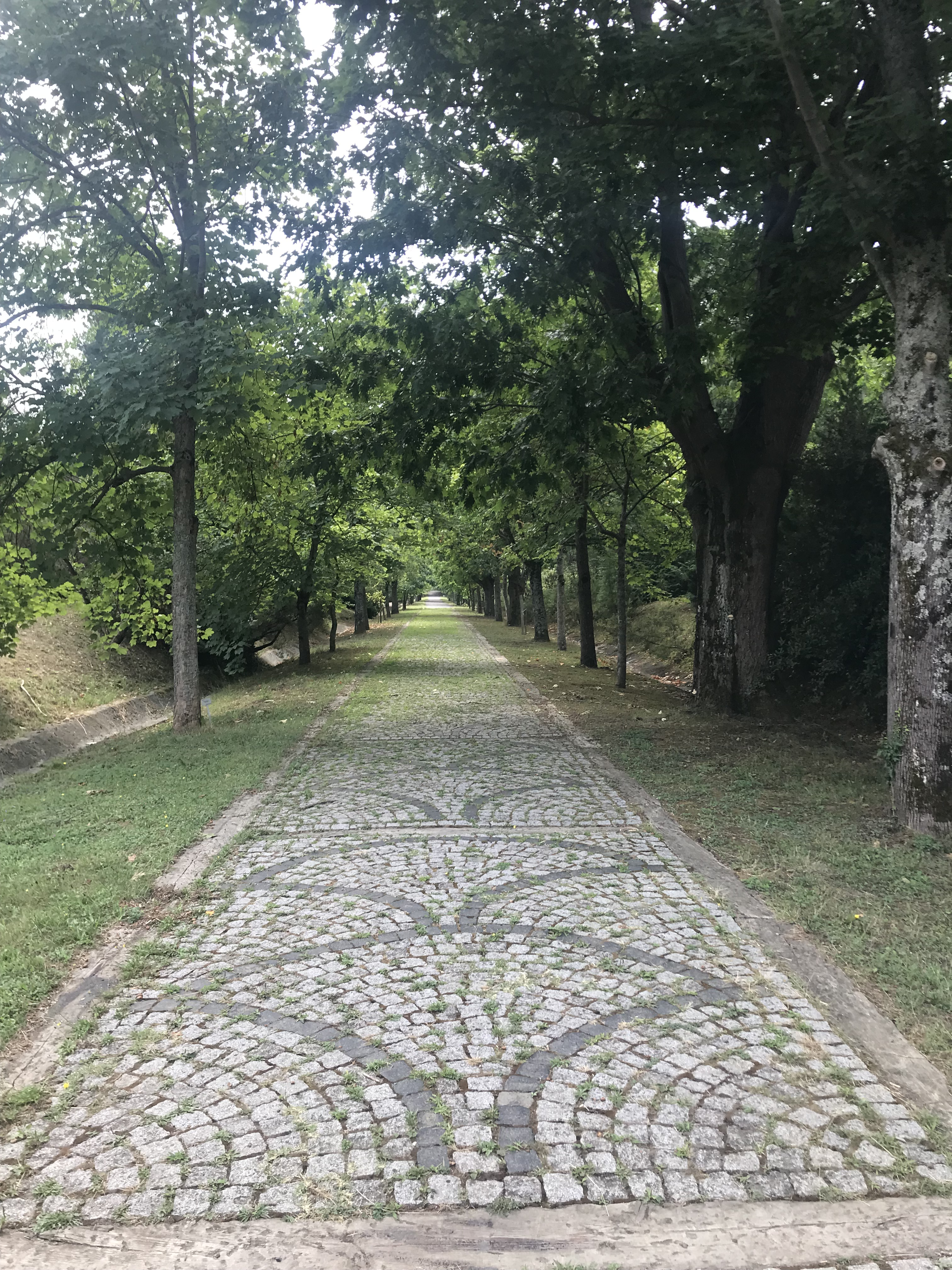
Chemin piéton dans l'arboretum.
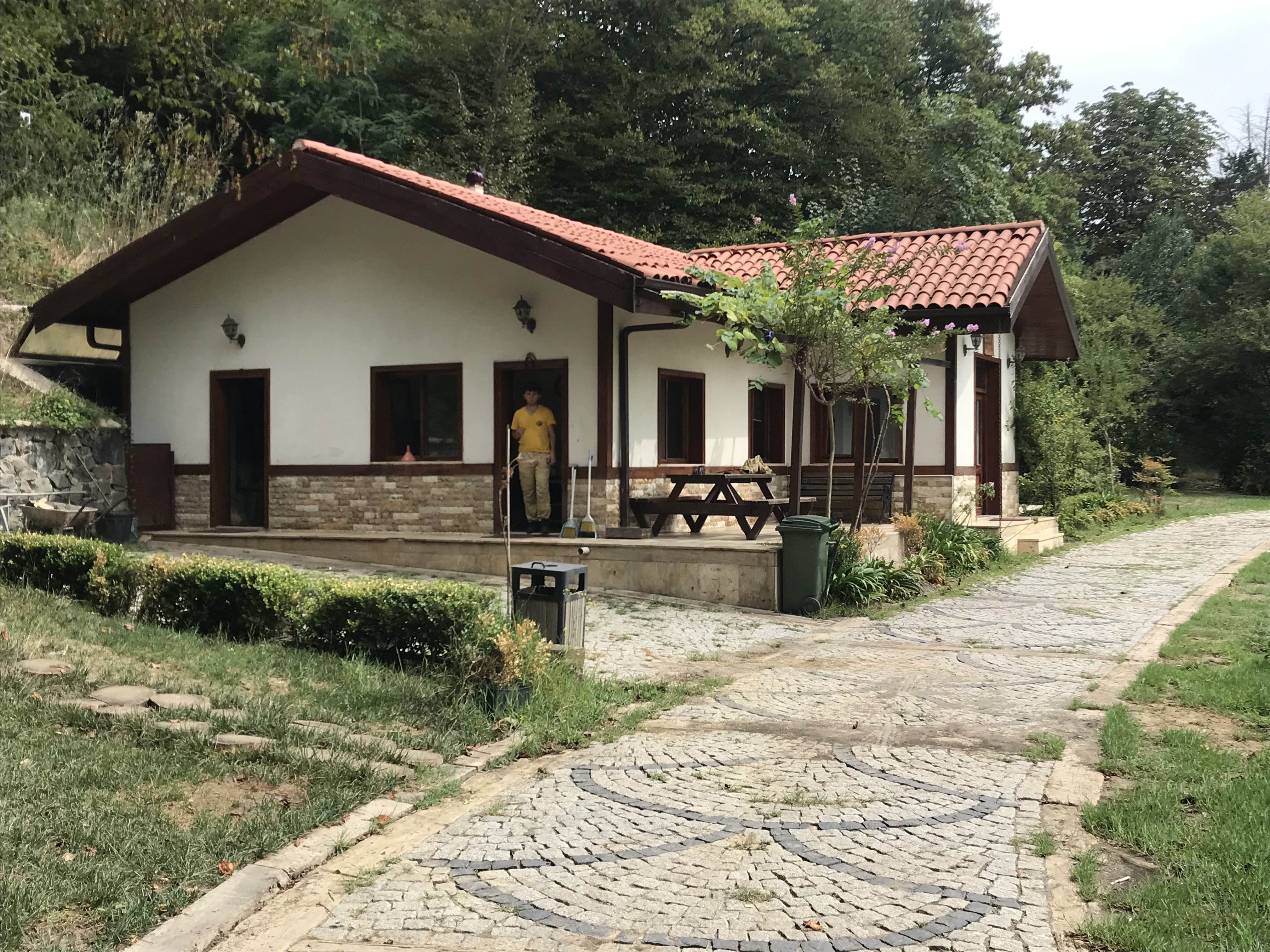
Mosquée de l'arboretum.